# Fabronia australis
Fabronia australis là một loài Rêu trong họ Fabroniaceae. Loài này được Hook. miêu tả khoa học đầu tiên năm 1819.